# Nöbdenitz
Nöbdenitz – miejscowość i gmina w Niemczech, w kraju związkowym Turyngia, w powiecie Altenburger Land, siedziba wspólnoty administracyjnej Oberes Sprottental.

## Współpraca
Miejscowość partnerska:
- Sternenfels, Badenia-Wirtembergia